# Katharine Viner
Katharine Sophie Viner (4 de enero de 1971) es una periodista y dramaturga británica. El 1 de junio de 2015 se convirtió en la primera mujer editora jefe de The Guardian, sucediendo a Alan Rusbridger. Anteriormente, Viner dirigió las operaciones web de The Guardian en Australia y Estados Unidos, antes de ser seleccionada para el puesto de redactora jefe.

## Infancia y educación
Criada en Yorkshire, Viner es hija de maestros. Su abuelo, Vic Viner, era un marinero que estuvo involucrado en la Operación Dinamo. Viner estudió en la Ripon Grammar School, donde la primera de clase. Cuando era adolescente, se unió a la Campaña para el Desarme Nuclear (CDN) juvenil y al Movimiento Anti-apartheid pese a que los grupos más cercanos estaban a 25 millas de distancia, y leía la revista feminista de la segunda ola Spare Rib. Su primer artículo en prensa, publicado en The Guardian en 1987 mientras aún estaba en la escuela, fue sobre la finalización de los exámenes GCE Ordinary Level, que estaban siendo reemplazados en el Reino Unido por el Certificado General de Educación Secundaria (GCSE). "Condensar cinco años de conocimientos en dos horas y media no parece ser un sistema justo", escribió. Alrededor de 1988, Viner tuvo un período de prácticas en el Ripon Gazette, su periódico local.
Después de conseguir sobresalientes, Viner estudió inglés en el Pembroke College (Oxford). Justo antes de sus finales, ganó un concurso organizado por la página femenina de The Guardian y fue asesorada por Louise Chunn, entonces editora del periódico, para seguir una carrera en el periodismo. "Honestamente, pensé que el periodismo no era para mí, pensé que era para hombres de traje en Londres", recordó en 2005. Durante sus 20, Viner pasó la mayor parte de sus vacaciones en Oriente Medio, una región sobre la que tiene un interés particular, pasando tiempo en Líbano, Siria, Israel, Cisjordania y otros lugares.

## Trayectoria
Dentro de su experiencia laboral, Viner se unió a Cosmopolitan, una revista mensual de mujeres, donde se convirtió en asistente de reportajes, y después en editora de noticias y carreras. Antes había ganado otro concurso de estudiantes que incluía una presentación a la revista. Después de tres años en The Sunday Times, trabajando como editora y redactora para su revista, Viner se unió a The Guardian en 1997. Tras un período como personal de la página de mujeres, se convirtió en editora del suplemento del fin de semana del sábado en 1998. Se convirtió en editora de reportajes en 2006 y en subeditora en 2008, al mismo tiempo que Ian Katz. Viner dirigió la edición del sábado de The Guardian entre 2008 y 2012.
Laura Slattery en The Irish Times, al revisar la carrera de Viner hasta marzo de 2015, señaló que "casi siempre ha sido la persona que hace el trabajo, en lugar de ser la que lo firma". Varias de las piezas de Viner publicadas durante este período se reimprimieron en una antología del archivo de The Guardian titulada Women of the Revolution: Forty Years of Feminism (2010), editado por Kira Cochrane.
En enero de 2013, se anunció el traslado de Viner a Sídney para supervisar una nueva edición digital de The Guardian en Australia, que se lanzó en mayo de 2013. Unos meses después, en octubre de ese mismo año, Viner fue la invitada para dar la Conferencia AN Smith sobre periodismo en la Universidad de Melbourne. D. D. Guttenplan, el corresponsal en Londres de la revista estadounidense The Nation, escribió en marzo de 2015 que "no hay nadie a ambos lados del océano [Atlántico] que haya pensado tan profundamente como Viner sobre la relación entre lectores, tecnología y el futuro del periodismo". Guttenplan no está totalmente convencido por el "afán de trascender la impresión" de Viner en el paso a los medios digitales, pero al comentar sobre su discurso de 2013 en Australia, escribió que "sus argumentos a favor de la importancia de la participación de los lectores y de la difusión sostenida y original de información que alguien, en algún lugar, quiere mantener en secreto son convincentes y convincentes".
En el verano de 2014, Viner se mudó a la ciudad de Nueva York y se convirtió en la nueva directora del sitio web estadounidense de The Guardian, sucediendo en el cargo a Janine Gibson, mientras que seguía siendo subdirectora de The Guardian News & Media. Mientras estuvo al frente en Nueva York, Viner amplió la cobertura de The Guardian US de una gama limitada de temas a áreas como las artes y el deporte, y aumentó el personal.

## Redactora jefe deThe Guardian

### Nombramiento
En marzo de 2015, Viner obtuvo la mayoría en la votación de la redacción de The Guardian y The Observer como sucesora preferida del redactor jefe de The Guardian Alan Rusbridger. Viner recibió el 53% de los votos en la primera ronda de los 964 empleados que participaron y, por lo tanto, fue seleccionada para el puesto. Ian Katz, exeditor adjunto y rival, director del programa de televisión Newsnight de la BBC desde 2013, también figuraba en la corta lista de los dos finalistas.
Viner fue nombrada editora jefe el 20 de marzo de 2015, la primera mujer en ser editora de The Guardian en sus 194 años de historia, y asumió su nuevo cargo el 1 de junio de 2015. Pretende hacer del "medio de comunicación" un "hogar para el periodismo, las ideas y los acontecimientos más ambiciosos", capaz de llegar "a los lectores de todo el mundo".
El excolumnista de The Guardian Michael Wolff ha sugerido que otra de las rivales de Viner para suceder a Rusbridger, Janine Gibson, habría sufrido las consecuencias derivadas de la inquietud interna por el impacto de las revelaciones de Edward Snowden en The Guardian que Gibson publicó en Nueva York. Peter Wilby, en una pieza publicada en el New Statesman, dio una explicación diferente: "Viner es una figura más encantadora, más inclusiva y menos amenazadora que Janine Gibson, quien comenzó como la favorita de los corredores de apuestas y Rusbridger".

### Desarrollos posteriores
En marzo de 2016, el director general de Viner y del Guardian Media Group, David Pemsel, anunció medidas de recorte de gastos, lo que llevó a la pérdida prevista de 250 puestos de trabajo, para reducir las pérdidas insostenibles a fin de alcanzar el equilibrio en un plazo de tres años. Al mes siguiente, The Times informó sobre las tensiones internas dentro de la organización mientras Rusbridger se preparaba para convertirse en el presidente del Scott Trust Limited, el último supervisor para asegurar que The Guardian sobreviva "a perpetuidad". La expansión de las operaciones de la compañía, orquestada por Rusbridger, fue considerada por el personal como responsable de las decisiones que Viner y Pemsel habían tomado. Ambos se opusieron con éxito a que Rusbridger se convirtiera en presidente de Scott Trust Limited y abandonó sus planes de asumir el cargo.
Sin embargo, los llamamientos a los lectores para que hagan donaciones han tenido éxito. "Ahora recibimos casi la misma cantidad de dinero de los miembros y de los lectores que pagan que de la publicidad", dijo Viner al Financial Times en mayo de 2017. Para cuando The Guardian y su título hermano The Observer se relanzó como tabloide en enero de 2018, como parte del ejercicio de recorte de gastos, los ingresos de los lectores superaron a los de la publicidad, y el grupo espera alcanzar el punto de equilibrio en 2018/19, por primera vez desde la década de 1980, en lugar de seguir sufriendo grandes pérdidas. A partir de 2018, este enfoque se consideró exitoso, con más de un millón de suscripciones o donaciones, y el periódico espera alcanzar el punto de equilibrio en abril de 2019. Los especialistas del sector consultados por el Financial Times han seguido dudando de la viabilidad financiera a largo plazo del modelo de donación y adhesión.

## Otros trabajos
Fuera del mundo del periodismo, Viner es conocida por My Name Is Rachel Corrie, una obra que coeditó con el actor Alan Rickman a partir de los escritos y correos electrónicos de Rachel Corrie, una activista estadounidense que fue asesinada por una excavadora operada por el ejército israelí en Rafah, Gaza, en 2003. La obra se estrenó en el Royal Court Theatre en 2005. Después de que Rickman muriera de cáncer en enero de 2016, Viner escribió que su colaboración había sido inicialmente difícil, pero "la noche del estreno cada uno admitió que no podríamos haber hecho justicia a las palabras de Rachel sin el otro".
Viner fue jurado del Premio Orange de Ficción en 2004 y fue miembro de la junta directiva del Royal Court Theatre durante 13 años.

## Posiciones políticas
En 2002, Viner criticó la planeada invasión de Irak y escribió que George W. Bush "bombardeó Afganistán para liberar a las mujeres de sus burkas (o, como él quería, para liberar a las "mujeres de cobertura"), y envió a su esposa Laura para contar cómo se tortura a los afganos por usar esmalte de uñas".
Viner es una firme opositora de la salida del Reino Unido de la Unión Europea (Brexit). Escribió: "Al final de una campaña que dominó las noticias durante meses, de repente se hizo evidente que el equipo ganador no tenía ningún plan sobre cómo o cuándo el Reino Unido abandonaría la Unión Europea, mientras que las afirmaciones engañosas que llevaron a la campaña de licencias a la victoria se desmoronaban repentinamente".